# Републикански път II-64
Републикански път II-64 е второкласен път, част от Републиканската пътна мрежа на България, преминаващ изцяло по територията на Област Пловдив. Дължината му е 54,5 km. Пътят Карлово-Пловдив е най-опасната отсечка за 2022 година след път Русе – Бяла поради голям брой жертви в катастрофи.
Пътят се отклонява надясно при 268,5 km на Републикански път I-6 в югоизточната част на гр. Карлово и се насочва на юг през през Карловската котловина. Преминава през западната част на град Баня, пресича река Стряма, преодолява най-източната ниска част на Същинска Средна гора и в село Песнопой слиза в Горнотракийската низина. От там пътят запазва своето южно направление, като последователно преминава през селата Долна махала, Черноземен, Граф Игнатиево и Труд, пресича автомагистрала „Тракия“ при нейния 127-и км и в северната част на град Пловдив се свързва с Републикански път I-8 при неговия 226,9 km.
Вляво и вдясно от Републикански път II-64 се отклоняват два третокласни пътя от Републиканската пътна мрежа:
- при 9,1 km, в северозападната част на град Баня – наляво Републикански път III-641 (8,5 km), до 277,4 km на Републикански път I-6, югоизточно от село Васил Левски;
- при 11,4 km, източно от село Михилци – надясно Републикански път III-642 (30,2 km), до 34,8 km на Републикански път II-64, югоизточно от село Калояново.

| Пътища, отклоняващи се надясно (населено място, № на пътя, посока на пътя) | км   | Пътища, отклоняващи се наляво (посока на пътя, № на пътя, населено място) |
| -------------------------------------------------------------------------- | ---- | ------------------------------------------------------------------------- |
| Община Карлово, I-6, 268,5 km, гр. Карлово →                               | 0,0  | → гр. Карлово, 268,5 km, I-6, Община Карлово                              |
|                                                                            | 1,2  | → общински път (за селата Соколица и Марино поле)                         |
| гр. Баня                                                                   | 9,1  | → гр. Баня, 0,0 km, III-641 (до 277,4 km на I-6)                          |
| Община Хисаря                                                              | 9,6  | Община Хисаря                                                             |
| (за с. Войнягово) общински път ←                                           | 10,1 |                                                                           |
| (до 34,8 km на II-64) III-642, 0,0 km ←                                    | 11,4 |                                                                           |
| Община Калояново                                                           | 13,7 | Община Калояново                                                          |
| с. Песнопой                                                                | 16   | с. Песнопой                                                               |
| (за с. Иван Вазово) общински път ←                                         | 19   |                                                                           |
| (за с. Горна махала) общински път ←                                        | 21   |                                                                           |
| с. Долна махала                                                            | 24,8 | ← с. Долна махала, 27,6 km, III-5604 (от гр. Брезово)                     |
| с. Черноземен                                                              | 28,9 | → с. Черноземен, общински път (за с. Ръжево)                              |
|                                                                            | 34,3 | → общински път (за с. Ръжево Конаре)                                      |
| (от 11,4 km на II-64) III-642, 30,2 km →                                   | 34,8 | → общински път (за с. Дълго поле)                                         |
| Община Марица, (за с. Царимир) общински път ←                              | 37,8 | Община Марица                                                             |
| с. Граф Игнатиево                                                          | 39,9 | с. Граф Игнатиево                                                         |
| (за с. Строево) общински път, с. Труд ←                                    | 46,2 | с. Труд                                                                   |
| (от 22,7 km на I-6) III-606, 89,2 km →                                     | 47,6 |                                                                           |
| автомагистрала „Тракия“, 127,0 km →                                        | 48,2 | → 127,0 km, автомагистрала „Тракия“                                       |
| Община Пловдив                                                             | 50,4 | Община Пловдив                                                            |
| (от ГКПП Калотина) I-8, 226,9 km, гр. Пловдив →                            | 54,5 | → гр. Пловдив, 226,9 km, I-8 (до ГКПП Капитан Андреево - Капъкуле)        |